# Bruno De Roover
Pour les articles homonymes, voir De Roover.
Bruno De Roover, né le 7 septembre 1972 à Bruges (province de Flandre-Occidentale), est un auteur de bande dessinée belge néerlandophone. 
Il a travaillé au Studio Vandersteen en tant que dessinateur pour Bob et Bobette sous le pseudonyme de Roover.

## Biographie
Bruno De Roover naît le 7 septembre 1972 à Bruges. Il étudie la communication à l'Institut de formation en entreprise de Gand ainsi que le graphisme à LUCA School of Arts de Gand. Depuis 2000, il travaille comme dessinateur pour le Studio 100, où il dessine des bandes dessinées basées sur des personnages populaires de la télévision pour enfants tels que Kabouter Plop, Fred et Samson et Wizzy et Woppy. Il réalise également des bandes dessinées publicitaires, conçoit des sites web et ainsi qu'une bande dessinée pour le parlement belge, Flosj in het Vlaams Parlement.
Début 2003, il devient collaborateur indépendant du Studio Vandersteen, où il collabore aux courts récits de Bob et Bobette avec Marc Verhaegen et plus tard Luc Morjaeu sous le pseudonyme de Roover. Depuis 2006, il collabore principalement aux scénarios avec Peter Van Gucht. Il lance sa propre série animalière Café Cowala dans P-magazine la même année. Le premier opus est publié en 2012, la même année où il annonce mettre sa bande en pause pendant un certain temps. Cet album lui vaut d'être récipiendaire du prix Rookie du festival de bande dessinée de Middelkerke en 2013.
En 2005, Bruno De Roover apporte une contribution graphique à l'ouvrage commémoratif du soixantième anniversaire de la série Bob et Bobette : Suske en Wiske 60 Jaar !. Il dessine un hommage graphique à Pom dans l'album hommage collectif Op Het Spoor van Pom (2011). En 2020, il a rejoint 75 auteurs de bande dessinée néerlandais et flamands pour apporter une contribution graphique à l'ouvrage collectif et gratuit Striphelden versus Coronav (Oogachtend, Uitgeverij L, 2020). Le livre est destiné à soutenir les librairies de bandes dessinées qui ont dû fermer leurs portes pendant deux mois pendant le confinement au plus fort de la pandémie de Covid-19.
Bruno De Roover écrit le scénario du roman graphique De Tuin van Daubigny (2016), traduit et publié en français en 2019 aux éditions Anspach,, pour le dessinateur Luc Cromheecke dans lequel il relate l’existence du peintre français Charles-François Daubigny par des scènes courtes, simples et riches qui rendent bien compte de l’existence comme du travail du peintre. Il en résulte une bande dessinée drôle et touchante.
En 2016-2017, il fait partie de The Wolfpack, une équipe créative de Standaard Uitgeverij chargée de trouver de nouvelles idées de séries dérivées avec les créations classiques de Willy Vandersteen, à la suite du succès de Amoras et J. Rom Force of Gold.
De 2018 à 1019, il écrit trois scénarios de la série de bande dessinée mettant en vedette K3 pour le dessinateur Dirk Stallaert. 
Puis, il lance la saga viking Jylland avec le dessinateur polonais Przemyslaw Klosin, le premier opus Magnulv le Bon paraît en avril 2021, il est suivi de L'Illusion du pouvoir en octobre 2021 et le troisième volume Colère froide, sort aux éditions Anspach en 2022.
Par ailleurs, il est également connu pour sa participation à l'émission de télévision De Mol en 2003.
En 2013, se tient une exposition collective au Parlement flamand à Bruxelles où ses originaux sont exposés.

## Œuvres

### Albums de bande dessinée

#### Le Jardin de Daubigny
- Le Jardin de Daubigny[5],[6],[7],[15], Anspach, Lasne, 12 septembre 2019
Scénario : Bruno De Roover - Dessin : Luc Cromheecke - Couleurs : quadrichromie -  (ISBN 978-2-9602104-5-3),Avec un dossier de 8 pages en fin d'album.

#### Jylland
- 1. Magnulv le Bon[9], Anspach, 13 avril 2021
Scénario : Bruno De Roover - Dessin et couleurs : Przemyslaw Klosin -  (ISBN 978-2-931105-01-6)
- 2. L'Illusion du pouvoir[10], Anspach, 15 octobre 2021
Scénario : Bruno De Roover - Dessin et couleurs : Przemyslaw Klosin -  (ISBN 978-2-931105-04-7)
- 3. Colère froide[11],[12], Anspach, 13 mai 2022
Scénario : Bruno De Roover - Dessin et couleurs : Przemyslaw Klosin -  (ISBN 9782931105085)

### Collectifs
- Carte blanche[16] (Wonderland Productions, 2016).

## Prix et distinctions
- 2013 :  prix Rookie au Festival de bande dessinée de Middelkerke à Middelkerke pour Café Cowala[4].

#### Livres
- (nl) Jan Hoet et Dany Vandenbossche, « Bruno De Roover », dans De wereld van de strips in originelen [« Le Monde de la bande dessinée en originaux »], Bruxelles, Vlaams Parlement, 2013, 68 p., PDF (OCLC 901366732, lire en ligne), p. 18.
- Philippe Mellot, Michel Denni, Laurent Turpin et Isabelle Morzadec, Trésors de la bande dessinée : BDM 2023-2024 - Catalogue encyclopédique et Argus, Paris, Les Arènes, novembre 2022, 23e éd., 1677 p., ill. ; 23 cm (ISBN 9791037507280, OCLC 1351462460, présentation en ligne), p. 653, 699. .

#### Articles
- (nl) Bruno De Roover (interviewé par David Steenhuyse), « interview met Bruno De Roover », Stripspeciaalzaak,‎ 9 mars 2006 (lire en ligne, consulté le 5 juillet 2023).